# 尊助法親王
尊助法親王（1217年—1291年1月2日），是日本鎌倉時代中期的法親王，生父母是土御門天皇及法印尋惠之女，後嵯峨天皇的異母兄弟，有青蓮院和大原宮之稱。

## 略歷
貞永元年（1232年）出家，文曆元年十一月（1234年）一身阿闍梨。建長四年（1252年）八月接受親王宣下。到建長六年（1254年）就任無動寺檢校。正元元年（1259年）三月成為天台座主，之後在正元元年（1259年）三月到弘長三年（1263年）八月、文永四年（1267年）七月到翌年十二月、弘安七年（1284年）九月到弘安九年十一月以及正應四年（1290年）二月到同年十月，合計4度就任天台座主。正應三年十二月以75之齡去世。
| 宗教頭銜          | 宗教頭銜 | 宗教頭銜          |
| ----------------- | --- | ----------------- |
| 前任： 最守       | 青蓮院門跡 第23世 | 繼任： 慈禪       |
| 前任： 尊覺法親王 | 天台座主 第82世 1259年4月20日－1263年9月19日 第85世 1267年8月6日－1269年1月30日 第91世 1284年11月6日－1286年12月16日 第95世 1290年4月2日－1290年12月30日 | 繼任： 再仁法親王 |
| 前任： 澄覺法親王 | 天台座主 第82世 1259年4月20日－1263年9月19日 第85世 1267年8月6日－1269年1月30日 第91世 1284年11月6日－1286年12月16日 第95世 1290年4月2日－1290年12月30日 | 繼任： 慈禪       |
| 前任： 再源       | 天台座主 第82世 1259年4月20日－1263年9月19日 第85世 1267年8月6日－1269年1月30日 第91世 1284年11月6日－1286年12月16日 第95世 1290年4月2日－1290年12月30日 | 繼任： 再助法親王 |
| 前任： 慈助法親王 | 天台座主 第82世 1259年4月20日－1263年9月19日 第85世 1267年8月6日－1269年1月30日 第91世 1284年11月6日－1286年12月16日 第95世 1290年4月2日－1290年12月30日 | 繼任： 慈助法親王 |